# Roland Sadoun
Pour les articles homonymes, voir Sadoun.
Roland Sadoun, né le 9 août 1923 à Suresnes (Seine) et mort le 12 juin 2005 dans le 7e arrondissement de Paris, est un consultant et résistant français.

## Études et diplômes
Fils de Charles Sadoun, médecin, et de Gabrielle Lévy Alvarès, arrière petite nièce de David Lévi Alvarès, après avoir terminé sa scolarité au lycée Carnot (Paris), il étudie à l'université Paul-Valéry Montpellier 3 et à la faculté de lettres de Paris où il obtient une licence ès lettres, à l'université Montpellier 1 où il obtient une licence en droit et à l'École pratique des hautes études.

## Carrière
De 1953 à 1972, il est directeur puis directeur général de l'Institut français d'opinion publique. De 1972 à 1973, il est en mission diplomatique auprès du gouvernement iranien. De 1973 à 1982, il est membre du Haut Conseil de l'audiovisuel. De 1986 à 1997, il est conseiller de la présidence de Rhône-Poulenc. À partir de 1976, il est membre de l'assemblée générale la Fondation Charles-de-Gaulle. De 1994 à 2000, il est collaborateur de Capgemini Consulting. De 2000 à 2003, il est administrateur du théâtre de la Ville.

## Résistance
Membre de Liberté puis de Combat, il travaille sous les ordres de Pierre-Henri Teitgen. Évadé de France en mars 1943, évadé d'Espagne en juillet 1943, après un bref passage en Afrique du Nord, il est affecté au Bureau central de renseignements et d'action de Londres. Il participe au débarquement de Normandie et devient chargé du renseignement à travers les lignes ennemies pendant la bataille de Normandie. Il est ensuite volontaire pour une mission de renseignement dans la poche de Colmar, en cas de débordement de la 19e armée allemande. En 1945, il participe à la campagne d'Allemagne. Volontaire pour la guerre du Pacifique, il rejoint Jean Sainteny à Kunming en août 1945. Il participe à Hanoï aux actions menées en vue des accords Hô-Sainteny,.

## Famille
Le 15 décembre 1969, il épouse Arlette Cordier, avec laquelle il a deux enfants : Arthur Sadoun et Valérie.

## Distinctions
Il est officier de la Légion d'honneur, titulaire de la médaille militaire, titulaire de la croix de guerre 1939-1945, titulaire de la médaille des évadés, titulaire de la médaille de la Résistance et titulaire de la médaille commémorative des services volontaires dans la France libre.

## Affiliations
Il est membre du Polo de Paris et du Racing Club de France. Et ambassadeur de la Fédération internationale de polo.